# Дайр-Усун
Дайр-Усун, Тайр-Усун (монг. Дайр усун) — монгольский нойон, живший во времена Тэмуджина-Чингисхана, вождь увазов — одного из наиболее крупных родов племени меркит. 
В ряде источников  Дайр-Усун фигурирует вместе с другими меркитскими вождями — правителем удуитов Тохтоа-беки и вождём хаатов Хаатай-Дармала. Около 1184 года все трое во главе отряда из трёхсот воинов атаковали становище Тэмуджина, похитив его жену Бортэ. Повод для набега положил ещё отец Тэмуджина Есугей, украв у младшего брата Тохтоа-беки Эке-Чиледу невесту, свою будущую жену Оэлун. Собрав войско с помощью кереитского хана Тоорила и своего побратима Джамухи, Тэмуджин выступил против меркитов и разгромил их, вернув Бортэ; Хаатай-Дармала был взят монголами в плен, а Дайр-Усун и Тохтоа-беки, предупреждённые соплеменниками, успели уйти. Золотыми поясами и конями, отнятыми у Дайр-Усуна и Тохтоа-беки, Тэмуджин и Джамуха обменялись, повторив обряд братания.
В дальнейшем Тэмуджин ещё несколько раз ходил в походы на меркитов; так, осенью 1204 года он разгромил Тохтоа-беки, вынудив того бежать к найманам. Ища снисхождения у Тэмуджина, Дайр-Усун отдал тому свою дочь Хулан (впоследствии Хулан стала одной из жён Тэмуджина, и рождённые ею дети уступали в статусе лишь сыновьям от Бортэ). Однако примирение нойонов было недолгим: согласно «Джами ат-таварих», едва Тэмуджин ушёл, увазы подняли мятеж и стали грабить монгольские обозы. Люди Тэмуджина вступили  с восставшими в битву и обратили их в бегство; для усмирения увазов Тэмуджин отправил войско во главе своих нукеров Борохула и Чимбая. Дальнейшая судьба Дайр-Усуна неясна.

## В культуре
Дайр-Усун стал персонажем исторического романа И. К. Калашникова «Жестокий век» (1978).